# 神奈川県立商工高校野球部審判員暴行事件
神奈川県立商工高校野球部審判員暴行事件（かながわけんりつしょうこうこうこうしんぱんいんぼうこうじけん）は、日本の高等学校の部活動において起きた事件。

## 概要
1951年の全国高等学校野球選手権神奈川大会に神奈川県立商工高等学校の野球部が出場していた。この大会での1回戦は神奈川県立商工高校は神奈川県立鎌倉高等学校にコールド勝ちするものの、2回戦の逗子開成高等学校との試合は投手戦となり、両チームは0点が続く。そこでの9回と11回に神奈川県立商工高等学校の走者が本塁を付いていたものの、いずれもがタッチアウトになることでサヨナラのチャンスを2度も逃していた。そして延長13回に逗子開成高校が3安打を集中して打つことで2点を勝ち越し逗子開成高校の勝利で終わった。この試合での神奈川県立商工高等学校の投手は9回は明らかに走者の足が速いためにサヨナラ勝ちだと思っていたがアウトになったことと、党首の外角ギリギリの球を何度かボールの判定を受けることでむしゃくしゃしていた。このことから神奈川県立商工高等学校の投手らの3人は審判をトイレに連れ込み暴行をすることにしていた。
試合終了は午後4時10分頃で、それから30分経った午後4時40分頃に神奈川県立商工高等学校の野球部員は大会本部で休んでいた審判に詰め寄り、興奮のあまり叫んで暴行をしていた。逗子開成高校から幾らか貰っていたんだろうとも発言されていた。この暴行事件を起こしたことから神奈川県立商工高等学校は1年間の対外試合禁止処分を受ける。暴行をした野球部員は退部処分となった。
この事件が起きてから暴行をした野球部員は自宅謹慎となっていたのだが、その謹慎中に暴行された審判が暴行をしたうちの1人である投手を訪ねてきて、君のような野球がうまくて元気のある選手が立教大学には必要であると、立教大学野球部にスカウトした。この審判は当時は立教大学野球部の部員であった。そして暴行した野球部員の投手が入部してからの立教大学野球部は、1953年には東京六大学野球連盟において初優勝する。さらに全日本大学野球選手権大会での優勝も実現する。この選手は、のちに南海ホークスに入団、引退後はロッテオリオンズや日本ハムファイターズで監督を務めた大沢啓二である。